# Angkloeng

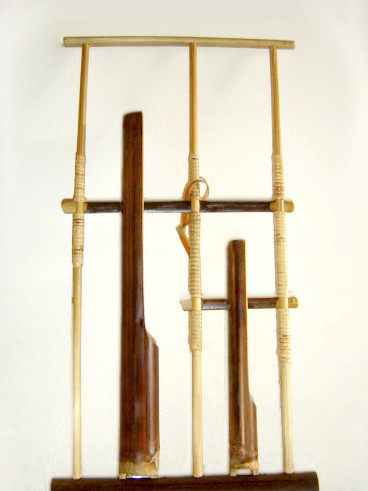
Angkloeng

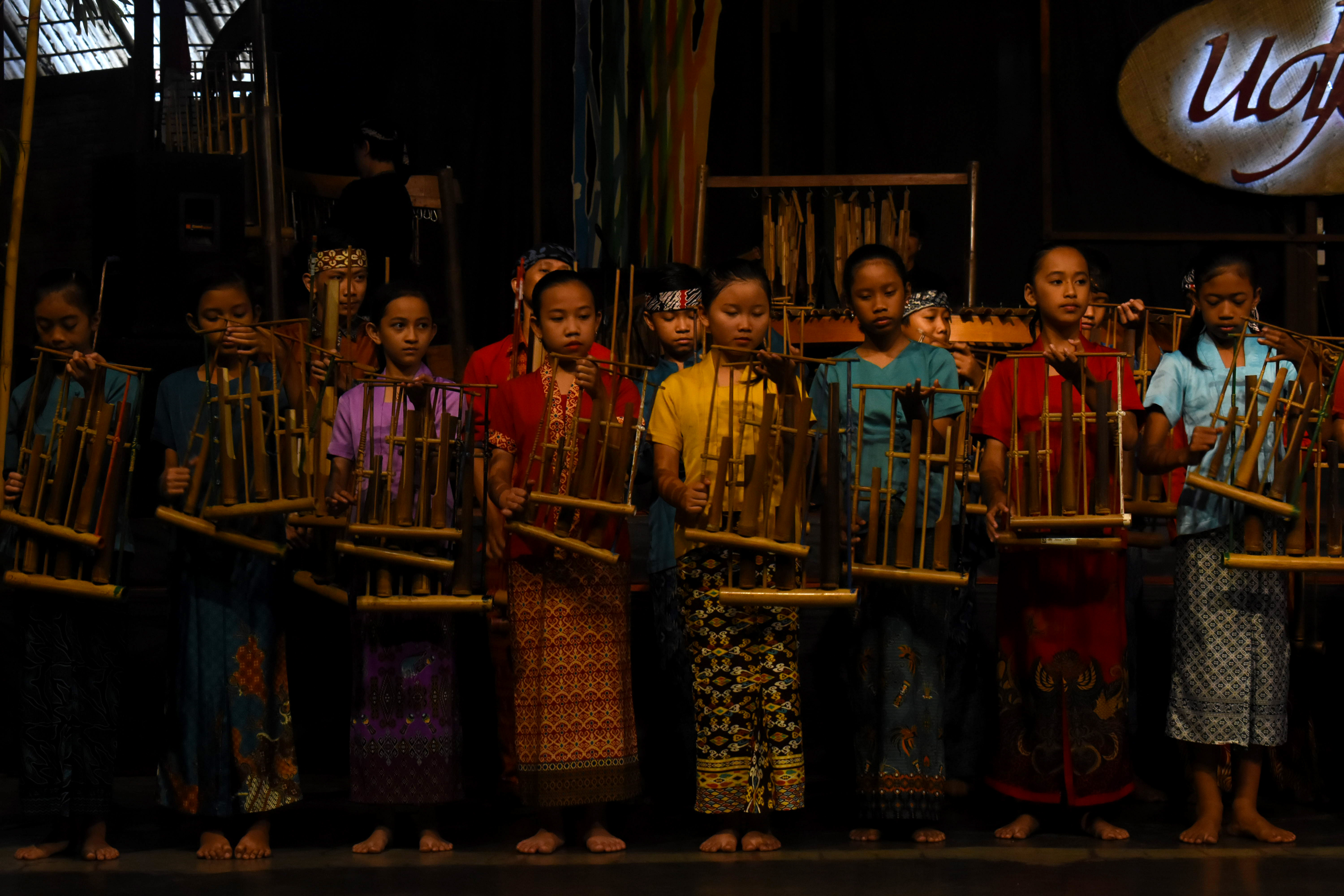
Optreden met Angkloeng

Een angkloeng of angklung is een Indonesisch muziekinstrument gemaakt van bamboe.
Een angkloeng bestaat uit (meestal twee) gestemde bamboekokers die zich in een frame bevinden. Bij het zijdelings heen en weer bewegen ontstaat een warm soort geluid. Elk instrument is met de hand gestemd en brengt één toon voort. Er bestaan rekken met acht angkloengs waarop door één persoon een melodie gespeeld kan worden. Om met losse angkloengs een complete melodie te kunnen spelen zijn meerdere personen nodig met elk een eigen angkloeng. Acht angkloengs tezamen vormen een toonladder en een volledige groep angkloengs (28) omvat meerdere toonladders.
De angkloeng is waarschijnlijk in de 13e eeuw voor Chr. ontwikkeld in westelijk Java en is populair in heel Zuidoost-Azië. Vaak worden door een muziekgroep diverse instrumenten naast de angkloeng gebruikt of afgewisseld, zoals de kulintang, en wordt er bij de muziek gedanst.
Het is een zogenaamd oerinstrument, de vorm is door de eeuwen heen nauwelijks veranderd.